# セルジペ連邦大学

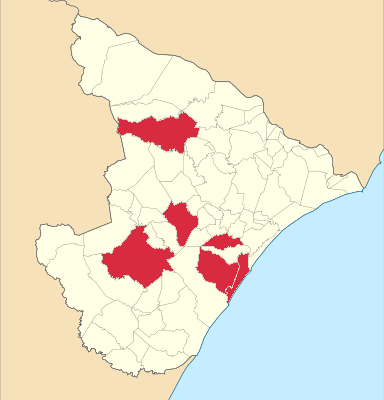
赤色はセルジペ州内でセルジペ連邦大学のキャンパスを持つ市町村

セルジペ連邦大学（ポルトガル語: Universidade Federal de Sergipe、英語：Federal University of Sergipe）は、ブラジル北東部のセルジペ州サン・クリストヴァン及びアラカジュに存在する国立連邦大学である。1967年に州立の複数の大学が併合して設立され、ブラジルの教育制度に伝統的に見られるように、州立大学はより質の高い教育を提供する傾向があり、同州で最も評判が高く、論争の的となっている。高等教育機関となっており、同国のトップ40大学及びラテンアメリカのトップ200大学にランクインしている。